# Винон-сюр-Вердон
Вино́н-сюр-Вердо́н (фр. Vinon-sur-Verdon, окс. Vinon de Verdon) — коммуна на юго-востоке Франции в регионе Прованс — Альпы — Лазурный берег, департамент Вар, округ Бриньоль, кантон Сен-Максимен-ла-Сент-Бом.
Площадь коммуны — 36,0 км², население — 3734 человека (2006) с выраженной тенденцией к росту: 4199 человек (2012), плотность населения — 117,0 чел/км².

## Население
Население коммуны в 2011 году составляло — 4200 человек, а в 2012 году — 4199 человек.
| 1962 | 1968 | 1975 | 1982 | 1990 | 1999 | 2006 | 2008 | 2011 | 2012 |
| ---- | ---- | ---- | ---- | ---- | ---- | ---- | ---- | ---- | ---- |
| 1204 | 1672 | 1832 | 2196 | 2752 | 2992 | 3734 | 3946 | 4200 | 4199 |

Динамика населения:

## Экономика
В 2010 году из 2 576 человек трудоспособного возраста (от 15 до 64 лет) 1 866 были экономически активными, 710 — неактивными (показатель активности 72,4 %, в 1999 году — 66,8 %). Из 1 866 активных трудоспособных жителей работали 1 669 человек (916 мужчин и 753 женщины), 197 числились безработными (60 мужчин и 137 женщин). Среди 710 трудоспособных неактивных граждан 211 были учениками либо студентами, 197 — пенсионерами, а ещё 302 — были неактивны в силу других причин.
На протяжении 2010 года в коммуне числилось 1 677 облагаемых налогом домохозяйств, в которых проживало 4 113,5 человек. При этом медиана доходов составила 18 тысяч 136 евро на одного налогоплательщика.